# Подача насоса
Подача насоса Qн, (рос. подача насоса ; англ. pump capacity, pump duty, pump delivery, rate of a pump, нім. Pumpenförderleistung f, Pumpenliefermenge f, Pumpenförderstrom m, Förderstrom m der Pumpe) — витрата рідини через напірний (вихідний) патрубок насоса. Тобто корисна об’ємна кількість рідини, що подається насосом за одиницю часу через його вихідний переріз (нагнітальний патрубок). Зазвичай вимірюється в літрах за хвилину (л/хв).
Ідеальна подача {\displaystyle Q_{i}} об'ємного насоса (без врахування втрат) пов'язана з його робочим об'ємом наступним співвідношенням:
{\displaystyle Q_{i}=q_{0}\cdot n\cdot k,}
де: 
{\displaystyle q_{0}} — робочий об'єм насоса;
n — число циклів роботи насоса за одиницю часу (наприклад, частота обертання вала);
k — кратність роботи насоса, тобто кількість циклів засмоктування і нагнітання за один цикл роботи.
Однак реальна подача {\displaystyle Q_{H}} об'ємного насоса завжди менша за ідеальну подачу на величину витоків через зазори і щілини в насосі, причому витоки зростають і зростанням перепаду тисків між всмоктувальною і нагнітальною порожнинами.
{\displaystyle Q_{H}=Q_{i}-q_{B}=q_{0}\cdot n\cdot k\cdot \eta _{0},}
де:
{\displaystyle \eta _{0}} — об'ємний ККД насоса;
{\displaystyle q_{B}} — втрати робочої рідини за одиницю часу.
Залежність подачі насоса від тиску в напірній гідролінії називається характеристикою об'ємного насоса . У об'ємних насосів характеристика жорстка, тобто подача дуже мало залежить від тиску в напірній гідролінії, а у гідродинамічних насосів подача дуже сильно залежить від тиску в напірній гідролінії (чим більший тиск, тим менша подача).

## Різновиди подачі насоса
Максимальна подача насоса, (рос. максимальная подача насоса, англ. maximum delivery of a pump, нім. Grösstförderstrom m) — найбільша допустима подача, за якої насос може працювати без пошкоджень з заданою частотою обертання, безперервно переміщуючи певну рідину.
Оптимальна подача насоса (рос. оптимальная подача насоса; англ. optimum delivery of a pump, нім. Bestförderstrom m) — подача насоса в точці найбільшого (оптимального) ККД.